# Culex peytoni
Culex peytoni är en tvåvingeart som beskrevs av Bram och Rampa Rattanarithikul 1967. Culex peytoni ingår i släktet Culex och familjen stickmyggor.
Artens utbredningsområde är Thailand. Inga underarter finns listade i Catalogue of Life.